# Quincy (Wisconsin)
Quincy – miasto w Stanach Zjednoczonych, w stanie Wisconsin, w hrabstwie Adams.